# Законодательный корпус (Вторая империя)
Конституция 1852 года восстановила законодательный корпус, но с весьма ограниченными правами (без законодательной инициативы, с обязанностью голосовать бюджет правительства целиком, а не по статьям, без настоящей публичности и даже без трибуны, с которой могли бы выступать ораторы). 
Декрет 24 ноября 1860 года дал законодательному корпусу право голосовать в ответ на тронную речь и разрешил печатание стенографических отчётов о прениях, равно как вотирование бюджета по частям (в секциях законодательного корпуса). 
Декрет 19 января 1867 года дал законодательному корпусу право интерпелляции, а сенатусконсульт 8 сентября 1869 года разрешил ему самому выбирать своего президента, вице-президента и секретарей. В заседаниях законодательного корпуса появилась трибуна.